# سیارک ۶۹۲۱
سیارک ۶۹۲۱ (به انگلیسی: 6921 Janejacobs، نامگذاری:1993JJ) شش هزار و نهصد و بیست و یکمین سیارک کشف شده‌است که در ۱۴ مه ۱۹۹۳ کشف شد.